# Plicaria radula
Plicaria radula är en svampart som först beskrevs av Berk. & Broome, och fick sitt nu gällande namn av Jean Louis Emile Boudier 1907. Plicaria radula ingår i släktet Plicaria och familjen Pezizaceae.   Inga underarter finns listade i Catalogue of Life.